# Serena Lake
Serena Lake (de soltera Thorne) (28 de octubre de 1842 – 9 de julio de 1902) fue una predicadora evangélica y sufragista inglesa-australiana del sur de Australia. 

## Biografía
Thorne nació en Inglaterra en Shebbear, Devon. Era hija de los predicadores metodistas cristianos bíblicos, Samuel y Mary Thorne. Su abuelo, William O'Bryan, fue el fundador de la Iglesia Cristiana Bíblica. 
Los cristianos bíblicos permitían a las mujeres predicar y a los 21 años yq era una predicadora ampliamente conocida en Devon, Cornualles y el Gales del Sur.
En marzo de 1871 se casó con el reverendo Octavius Lake (1841 - 9 de septiembre de 1922), a quien había conocido previamente en Inglaterra. El reverendo James Way celebró la unión en la casa de Samuel Way en Adelaida el 2 de marzo de 1871. Entre 1873 y 1883 dio a luz a siete hijos, solo uno de los cuales sobrevivió hasta la edad adulta.

## Liga de sufragio femenino
En 1888, participó en la reunión de fundación de la Liga de Sufragio de Mujeres del Sur de Australia y fue nombrada miembro del consejo. Lake creía que la igualdad de género era "el diseño original del Creador" y combinaba su pasión por el sufragio femenino con su pasión evangélica. Compartió plataformas con sufragistas como Mary Lee, y usó la lógica, ingenio y fervor evangélico para argumentar a favor del sufragio femenino. 
Creía firmemente en los males del alcohol y confiaba en que una vez que las mujeres tuvieran el voto, ayudaría a poner fin al comercio de licores. 
En los últimos diez años de su vida, se dedicó a causas evangélicas y humanitarias. Participó en el establecimiento de la Junta Misionera de la Biblia Christian Woman para apoyar el trabajo misionero en China y en 1892 se convirtió en la superintendente de evangelistas.
Lake murió en Adelaida, Australia del Sur, el 9 de julio de 1902 y fue sepultada en el cementerio de Payneham. Octavio la sobrevivió por 20 años.